# Ritratto/Via da Amsterdam
Ritratto/Via da Amsterdam è un singolo del cantautore italiano Franco Simone, pubblicato nel 1985 ed estratto dall'album Ritratto.

## Descrizione
Il singolo, scritto a quattro mani con il compositore Massimo Colombo, partecipa al XXXV Festival della canzone italiana di Sanremo, ottenendo un piazzamento in classifica al 13º posto con 200.886 voti (contro i 1.506.812 ottenuti dai Ricchi e Poveri, vincitori dell'edizione). 

## Tracce
1. Ritratto – 3:00
2. Via da Amsterdam – 4:50

Durata totale: 7:50